# Ancistrorhynchus straussii
Ancistrorhynchus straussii är en orkidéart som först beskrevs av Rudolf Schlechter, och fick sitt nu gällande namn av Rudolf Schlechter. Ancistrorhynchus straussii ingår i släktet Ancistrorhynchus och familjen orkidéer. Inga underarter finns listade i Catalogue of Life.